# اینتل‌ست ۹۰۲
اینتل‌ست ۹۰۲ که متعلق به شرکت اینتل‌ست است در مدار ۶۲ درجه شرقی قرار دارد. این ماهواره در تاریخ ۳۰ اوت ۲۰۰۱ پرتاب شد و در مدار ۶۲ درجه شرقی قرار گرفت. در تاریخ ۶ اوت ۲۰۱۹ ماهواره اینتل‌ست ۳۹ جایگزین این ماهواره در مدار ۶۲ درجه شرقی شد.

## پوشش
پوشش این ماهواره شامل آسیای مرکزی، اروپا و آفریقای سیاه است.